# Allan Serlachius

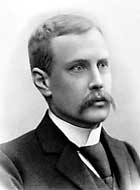
Allan Serlachius.

Carl Allan Serlachius, född 21 mars 1870 i Borgå, död 10 december 1935 i Helsingfors, var en finländsk jurist och politiker. Han var halvbror till Julian Serlachius.
Efter att ha blivit student 1888 blev Serlachius filosofie kandidat 1890 och juris utriusque kandidat 1893 samt juris doktor 1898. Samma år förordnades han att handha skrivövningarna och examina vid professuren i kriminallagfarenhet och rättshistoria vid Helsingfors universitet, förestod samma professur från 1900 och utnämndes till dess ordinarie innehavare 1902 (från 1907 i straffrätt). 
Serlachius disputerade med avhandlingen Bristande lagkunskap och dess inverkan på straffbarheten (1897), som efterföljdes av en undersökning om Straff och skadestånd (1901). Läroböcker för de studerande är Lainopin alkeet (Inledning till lagfarenheten; 1910) samt Suomen rikosoikenden oppikirja I–II (Lärobok i finsk kriminalrätt; 1909–15). 
Serlachius var vid lantdagarna 1904–05 och 1905–06 ledamot av prästeståndet samt invaldes i 1914 års enkammare av det gammalfinska partiet. Åren 1904–05 satt han i grundlagsutskottet och särskilda besvärsutskottet, som handlade frågorna om de under ofärdstiden begångna olagligheterna; 1905–06 åter tillhörde han lagutskottet samt 1914 ånyo grundlagsutskottet. Han var 1904 ordförande i regeringens rusdryckslagstiftningskommitté samt var även ordförande i Helsingfors stads fattigvårdsnämnd.
Serlachius var mars till november 1917 senator och chef för civilexpeditionen (d.v.s. inrikesminister), en av Finlands delegerade vid fredssluten med Österrike-Ungern, Osmanska riket och Bulgarien 1918, minister i Kristiania 1918–19 samt utnämndes 1923 till justitieråd. Han var medlem av (från 1924 ordförande i) 1922 års kommitté för undersökning av alkohollagstiftningens följder. Han var utredningsman i Alfred Kordelins dödsbo och från 1923 stiftelsens ombudsman.

## Utmärkelser
- Sankt Annas orden, tredje klass,  1910[1]
- Storkors av Frans Josefsorden,  1918[1]
- Storkors av Sankt Olavs orden,  1919[1]
- Kommendörstecknet av I klass av Finlands Vita Ros’ orden,  1930[1]

[Redigera Wikidata]